# Phyllis Dixey
Phyllis Dixey, née le 10 février 1914 et morte le 2 juin 1964, est une chanteuse, actrice, danseuse et impresario anglaise. Elle commence sa carrière comme chanteuse dans des spectacles de variétés en Grande-Bretagne. Pendant la Seconde Guerre mondiale, elle rejoint l'ENSA et divertit les forces britanniques. Elle chante, récite et pose dans des tableaux de nus très appréciés.

## Biographie

### Jeunesse et carrière
Phyllis Selina Dixey naît à Merton, dans le Surrey, d'une union entre Ernest Dixey et Phyllis Selina Horsecroft. Elle a un frère aîné, Ernest Dixey (né en 1912). En 1938, elle épouse Jack Tracey. En 1942, elle crée sa propre compagnie de filles et loue le Whitehall Theatre à Londres pour y présenter The Whitehall Follies. C'est le premier spectacle de striptease organisé dans le West End de Londres, mais ce n'est pas le premier spectacle à présenter des études de nus, car les revues Windmill existaient déjà. Elle  reste au Whitehall pendant les cinq années suivantes pour produire les critiques Peek-a-boo. Sa performance est à l'époque considérée comme artistique et elle pense que c'est une forme d'art. Elle est connue comme la "reine du strip-tease".
Elle joue dans deux films Love up the Pole (1936) et Dual Alibi (1946).

### Dernières années
En 1947, les goûts du public londonien changent et Phyllis Dixey est contrainte de retourner en province. Elle n'est pas en mesure de s'adapter à l'orientation que le public exige; elle quitte la scène à la fin des années 50, en faillite. Au début des années 1960, elle travaille comme cuisinière à Loseley Park près de Guildford. Elle meurt d'un cancer en 1964, à l'âge de 50 ans, à Epsom, Surrey et est inhumée au cimetière d'Epsom.

## Héritage
Sa vie est décrite dans le téléfilm britannique The One and Only Phyllis Dixey (1978), dans lequel elle est interprétée par Lesley-Anne Down. Il est écrit par Philip Purser.
En 2011, English Heritage prévoit d'ériger une plaque bleue sur l'ancienne maison de Dixey à Wentworth Court à Surbiton ; cependant, la mise en place de la plaque est refusée par l'association des résidents du bâtiment en raison du titre proposé «Striptease Artiste» sur la plaque.

## Filmographie
- Love Up the Pole (1936)
- Dual Alibi (1947)